# Podgorica pri Podtaboru
Podgorica pri Podtaboru je naselje v Občini Grosuplje.